# Daphne laureola
Pour les articles homonymes, voir Laurier.
Espèce
Classification phylogénétique
Le daphné lauréole, laurier des bois, laurier épurge, laurier purgatif (Daphne laureola) est un arbrisseau à tiges dressées, à feuilles oblongues, les terminales en rosettes, vernissées, persistantes, de la famille des Thyméléacées. Il est parfois appelé auréole.

## Description
Le daphné lauréole est un arbrisseau de 40 à 150 cm de haut. 
Les feuilles sont persistantes, alternes mais souvent regroupées au sommet des tiges, coriaces, ovales allongées, à limbe vert foncé, brillant, décurrent.
Les fleurs sont présentes en petits bouquets axillaires au milieu des feuilles. Elles sont jaune verdâtre, en clochettes. Elles apparaissent en février. 
Les fruits mûrissent entre août et septembre. Ce sont des drupes (ou des baies pour certains auteurs) mêlées aux feuilles. Ils sont ovales (de 8 à 9 mm de long, de 5 à 6 mm de large). Les fruits sont noirs et mats à maturité. Ils contiennent un seul noyau (ou graine) ovale verdâtre.
Le daphné lauréole a pour habitat les bois plus ou moins ombragés et humides sur sol calcaire (c'est une espèce calcicole). Il est également utilisé dans les jardins et les parcs comme plante ornementale.

## Propriétés
La plante contient des résines (proches de celles des euphorbiacées). Le contact avec les différentes parties peut provoquer des dermites.
La consommation des fruits entraîne des brûlures de la bouche et du tube digestif et, si les quantités ingérées sont importantes, il y a un risque de convulsions. Le daphné lauréole est de fait considéré comme toxique.

## Répartition
On le rencontre en France et dans tout le sud-ouest de l'Europe dans les bois sur sol calcaire, en montagne jusqu'à 1 600 m. Il est assez commun.

## Symbolique

### Calendrier républicain
- Dans le calendrier républicain, la lauréole était le nom attribué au 1er jour du mois de pluviôse[2],[3].